# Crawford Township (comté de Buchanan, Missouri)
Crawford Township est un township du comté de Buchanan dans le Missouri, aux États-Unis,. En 2010, sa population s'élève à 982 habitants. Fondé à la fin des années 1830, il est baptisé en référence à William Crawford.

## Source de la traduction
- (en) Cet article est partiellement ou en totalité issu de l’article de Wikipédia en anglais intitulé « Crawford Township, Buchanan County, Missouri » (voir la liste des auteurs).